# Campionati mondiali di bob 1967
I Campionati mondiali di bob 1967, venticinquesima edizione della manifestazione organizzata dalla Federazione Internazionale di Bob e Skeleton, si sono disputati a l'Alpe d'Huez, in Francia, sulla pista omonima, il tracciato sul quale si svolse la rassegna iridata maschile del 1951 e dove si sarebbero tenute nell'anno successivo le gare di slittino e bob ai Giochi di Grenoble 1968. La località alpina ha ospitato quindi le competizioni iridate per la seconda volta nel bob a due mentre non venne disputata la gara di bob a quattro a causa delle temperature troppo alte che inficiarono la tenuta del ghiaccio sulla pista.
L'edizione ha visto prevalere l'Austria che si aggiudicò una medaglia d'oro sulle tre disponibili in totale, sopravanzando l'Italia con un argento e gli Stati Uniti con un bronzo. L'unico titolo assegnato è stato infatti conquistato nel bob a due uomini da Erwin Thaler e Reinhold Durnthaler.

## Risultati

### Bob a due uomini
| Pos. | Atleti                           | Nazione     |
| ---- | -------------------------------- | ----------- |
|      | Erwin Thaler Reinhold Durnthaler | Austria     |
|      | Nevio De Zordo Edoardo De Martin | Italia      |
|      | Howard Clifton James Crall       | Stati Uniti |

### Bob a quattro
La gara è stata cancellata a causa delle cattive condizioni della pista dovute alle alte temperature.

## Medagliere
| Posizione | Nazione     | Oro | Argento | Bronzo | Totale |
| --------- | ----------- | --- | ------- | ------ | ------ |
| 1         | Austria     | 1   | 0       | 0      | 1      |
| 2         | Italia      | 0   | 1       | 0      | 1      |
| 3         | Stati Uniti | 0   | 0       | 1      | 1      |
| Totale    | Totale      | 1   | 1       | 1      | 3      |